# Вернёй, Филипп Эдуард Пуллетье де
Филипп Эдуард Пуллетье де Вернёй (или Вернейль, или Вернель) (фр. Philippe Édouard Poulletier de Verneuil; 1805—1873) — французский геолог и палеонтолог.

## Биография
Родился 13 февраля 1805 года в городе Париж.
Получил юридическое образование.
В 1833 году поступил на службу в Министерство юстиции Франции. Увлёкся геологией, прослушав курс лекций Л. Эли де Бомона.
С 1835 года начал самостоятельные исследования. Начал свои работы в одном геологических мест в Уэльсе. Изучал горные породы и ископаемую фауну палеозоя, которой посвятил всю последующую жизнь.

### Исследования в России
В 1836 году Вернёй отправился в путешествие по Восточной Европе, чтобы сравнить собранные в Уэльсе материалы с новыми, добытыми в путешествии. Вниз по Дунаю спустился в Турцию, через Молдавию и Бессарабию попал в Одессу и затем в Крым. Филипп де Вернёй стал одним из первых, кто описал третичные отложения Крыма.
В 1839 году вместе с учёными сэром Р. Мерчисоном и А. Седжвиком совершил поездку по Рейнской области. В 1840 году вместе с другим учёным — А. К. Мейендорфом, совершил вторую поездку в Россию. Прибыв в Санкт-Петербург, Мурчисон и Вернёй заручились поддержкой правительства России и в первую очередь министра финансов — Е. Ф. Канкрина и путешествовали по северу России, затем осмотрели окрестности Москвы, Новгорода, Рязани, Костромы и других мест центральной России. В 1841 году Мурчисон и Вернёй отправились во второе совместное путешествие по России вместе с А. А. Кейзерлингом и Н. И. Кокшаровым. В этот раз они изучили Подмосковный угольный бассейн, совершили поездку по Волге до Казани через Владимир и Нижний Новгород. Несколько раз пересекли Уральский хребет, где в районе Перми Родерик Мурчисон обнаружил неизвестные ранее ископаемые остатки. Филипп де Вернёй подробно изучил фауну этих мест и подтвердил открытие новой системы, которую вместе с Мурчисоном решили назвать «пермской».
В 1845 году вышла двухтомная монография Р. Мерчисона, Э. Вернёя и А. Кейзерлинга «The geology of Russia in Europe and the Ural mountains», которая в 1846—1848 годах в переводе и с дополнениями А. Д. Озерского была опубликовалана в 14 номерах «Горного журнала», а в 1849 году вышла отдельным изданием — «Геологическое описание Европейской России и хребта Уральского». Этот труд был первой сводкой по геологии России и в течение многих лет служил руководством для русских геологов. С 1847 года Филипп де Вернёй состоял членом Императорского минералогического общества в Санкт-Петербурге, а в 1867 году был избран его почётным членом. В 1856 году он был избран членом-корреспондентом Императорской Санкт-Петербургской академии наук. Ещё долго французский учёный поддерживал научные контакты с коллегами из России.

### Путешествие в США
В 1846 году он совершил путешествие по Соединённым Штатам Америки, где исследования Вернёя подтвердили сходство палеозойских отложений Европы и Америки.

### Работы в Европе
Ещё в 1844 году Вернёй начал работать с палеонтологическим материалом из Испании, привезённым другими учёными. В 1849—1862 годах неоднократно приезжал на Пиренеи, где проводил геологические исследования в Испании и Португалии вместе с Эдуардом Коломбом. В 1847 году изучал Силурийский период Богемии, в 1858—1864 годах несколько раз побывал на Везувии и на вулкане Санторин (вулкан) одноимённого острова.
Трижды был избран президентом Геологического общества Франции (1840, 1853, 1867).
Умер 29 мая 1873 года в Париже.

## Награды и премии
В 1853 году вместе с Адольфом Аршиаком был удостоены медали Волластона за «большой вклад в геологию и особенно за труд по палеозойским ископаемым Рейнского бассейна».

## Членство в организациях
В 1840, 1853 и 1867 годах был президентом Геологического общества Франции.
- 1844 — Геологическое общество Лондона
- 1854 — Академия наук Института Франции[8]
- 1858 — Королевская академия наук в Берлине
- 1860 — Лондонское королевское общество (иностранный член)[9]

## Память
150-летие открытия Мурчисоном и Вернёем пермской системы было отмечено в 1991 году специально созванным в Перми Международным конгрессом «Пермская система земного шара». К проведению конгресса была выбита специальная медаль с портретами Родерика Мурчисона, Филиппа де Вернёя и Александра Кейзерлинга.